# Kamran Aziz
Kamran Aziz (n. 1922, Nicosia, Imperiul Britanic – d. 7 martie 2017, Kuzey Lefkoşa, Lefkoşa District⁠(d), Cipru) a fost o compozitoare și farmacistă cipriotă. Ea a fost prima femeie compozitoare și prima femeie farmacistă din societatea cipriotă turcă. Ea a adus contribuții semnificative la muzica populară turco-cipriotă în sensul său modern. Ea a fost, de asemenea, una dintre primele muziciene care a cântat în public și a fost pionier în interpretarea și predarea muzicii occidentale, alături de colegul ei, Jale Derviș.

## Tinerețe
Aziz s-a născut în 1922. Ea a fost fiica lui Mehmet Aziz, un medic creditat cu eradicarea malariei în Cipru; sora ei mai mare, Türkan Aziz, a devenit mai târziu prima asistentă șefă de pe insulă. Și-a început educația muzicală la vârsta de 8 ani învățând să cânte la pian. A absolvit Academia Americană din Nicosia. 
Aziz a studiat farmacologia cu sprijinul guvernului cipriot, ea a absolvit în 1944 devenind astfel prima femeie farmacist cipriotă turcă alături de Ayșe Dana.

## Carieră muzicală
Aziz și-a început emisiunile muzicale la radioul militar britanic în 1945. Ea a început să traducă piese clasice în turcă în acel an, cu mulți ani înainte ca traduceri similare să apară în Turcia. Ea a fondat un ansamblu muzical numit Kâmran Aziz ve Arkadașları ("Kâmran Aziz și prietenii ei") în 1950. Acest ansamblu a interpretat la radio și apoi la TV la Societatea Cipriotă de Radiodifuziune  (greacă: Ραδιοφωνικό Ίδρυμα Κύπρου Radiofonikó Ídryma Kýprou, turcă: Kıbrıs Radyo Yayın Kurumu), până în 1963. Au interpretat cântece populare, precum și traduceri ale unor arii de operă și lieduri ale unor compozitori precum Schubert în turcă. Aceste traduceri au fost realizate în mare parte de către Aziz însăși și de colegul ei Jale Derviș. Astfel s-a remodelat gustul muzical al societății cipriote turce și a popularizat ansamblul. Aziz și Derviș au compus și tangouri, valsuri și marșuri. În ciuda faptului că majoritatea compozițiilor sale nu sunt folclorice, unele dintre melodiile compuse de Aziz au fost inspirate de muzica populară cipriotă. Aceste cântece s-au dovedit a fi foarte populare și sunt acum prezentate ca parte a canonului muzicii populare cipriote turcești.
Rolul ei în tradiția muzicală cipriotă turcă a făcut ca Comitetul Cultural al Adunării Republicii  (turcă: Cumhuriyet Meclisi) să-i acorde un Premiu Special.

## Cariera de farmacistă

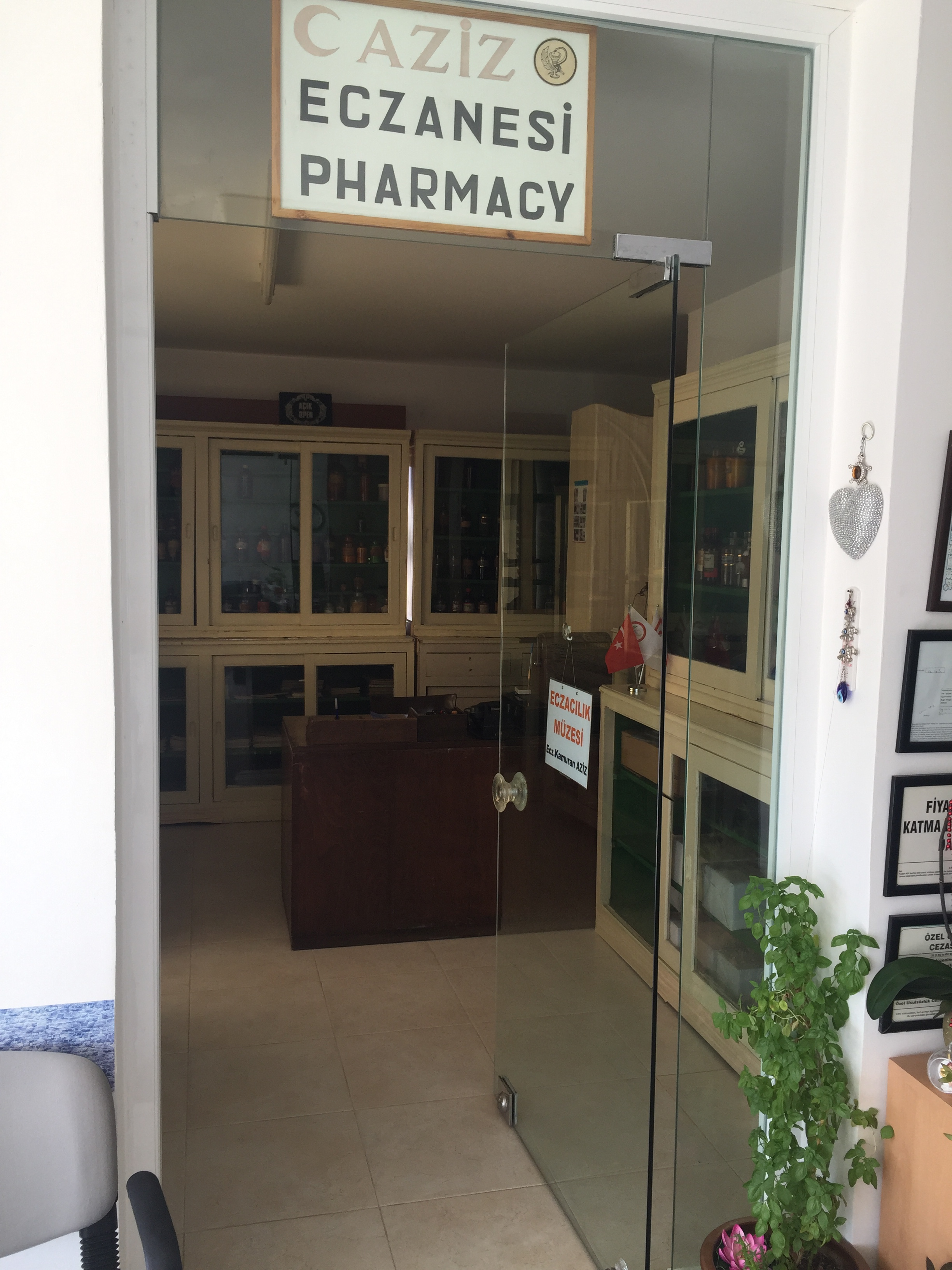

Aziz și-a deschis farmacia, numită Farmacia Aziz, în 1947. De-a lungul carierei, s-a ocupat de muzică și de farmacia ei. În 1959, ea a fondat Uniunea Cipriotă Turcă a Farmaciștilor împreună cu alți unsprezece farmaciști. Ea a jucat un rol influent într-o încercare eșuată de a înființa primul depozit de produse farmaceutice din Cipru de Nord, care ar fi facilitat foarte mult accesul la medicamente și ar fi prevenit penuria. Mai târziu, ea a jucat un rol similar în înființarea Depozitului Güç, cel mai mare din Ciprul de Nord la acea vreme, în 1988. Acest depozit a fost deținut în comun de o întreprindere de stat și de farmaciști individuali și a fost denumit chiar de Aziz, care a rămas în consiliul său de administrație până în 1997. Aziz și-a închis farmacia în 1997. Farmacia ei a inspirat deschiderea unui muzeu local de farmacologie, care a fost deschis în 2011.

## Deces
Aziz a fost internată cu complicații pulmonare în 2017 și a rămas o lună la Spitalul de Stat Dr. Burhan Nalbantoğlu din Nicosia de Nord. Ea a murit la 7 martie 2017, la vârsta de 95 de ani, la o zi după ce a fost externată din spital. Rugăciunea ei de înmormântare a fost ținută în Moscheea Ismail Safa și a fost înmormântată la Nicosia. Președintele cipriot turc Mustafa Akıncı⁠(d) și prim-ministrul Hüseyin Özgürgün⁠(d) au publicat mesaje de condoleanțe ca reacție la moartea ei.